# Aloposauroides
Aloposauroides es un género extinto de sinapsidos no mamíferos. 